# Robert Verdier
Pour les articles homonymes, voir Verdier.
Robert Verdier, né le 28 novembre 1910 à Saint-Girons (Ariège) et mort le 27 février 2009 à Meyrueis (Lozère), est un homme politique et résistant français, membre notable de la SFIO et du Parti socialiste, un des fondateurs du PSA et du PSU vers 1960.

## Biographie

### Origines familiales et jeunesse
Issu d'une famille protestante des Cévennes, Robert Verdier est le fils d'un d'enseignant laïque et dreyfusard, ayant adhéré sur le tard au socialisme. C'est au gré d'une mutation de son père qu'il nait à Saint-Girons, en Ariège.

### L'entre-deux-guerres
Après ses études secondaires, il prépare le concours de l'École normale supérieure dans la khâgne de Louis-le-Grand, où il fréquente Léopold Sédar-Senghor mais échoue de peu : il est le « premier collé » en 1929 ; il est reçu à l'agrégation de lettres (26e sur 28) en 1932, avec, entre autres, Henri Van Effenterre et Maurice Bardèche.
Dès ses débuts dans l'enseignement, il s'engage dans le syndicalisme, devenant le secrétaire académique de la fédération générale de l'enseignement CGT à Montpellier, où il a été muté à la rentrée 1933.
Robert Verdier, qui avait été membre des étudiants socialistes, se tourne vers l'engagement politique après les émeutes du 6 février 1934. Il adhère à la SFIO et participe aux campagnes électorales, et notamment celles du Front populaire.
De retour à Paris en 1937, muté au Lycée Carnot, il fréquente Ernest Labrousse et Amédée Dunois. Dans les débats internes de la SFIO, il soutient alors la ligne blumiste.

### La Résistance
Militant pacifiste et antifasciste, c'est aussi un résistant de la première heure : dès le début de l'Occupation, il reprend contact avec des militants (Labrousse, Amédée Dunois, Paul Colliette, Édouard Depreux, Gérard Jaquet) pour reconstruire des structures socialistes clandestines. Le cercle de discussion du départ devient une structure clandestine de propagande, publiant le bulletin Socialisme et liberté, puis le journal Le Populaire. Il participe au développement du mouvement Libération-Nord de Christian Pineau et Henri Ribière, organisé à la fin de l'année 1941 autour d'un autre journal clandestin, Libération.
Il est nommé secrétaire-adjoint du Comité d'action socialiste de la zone Nord (CAS-Nord) et devient secrétaire général du comité central de la zone occupée[réf. nécessaire] ; après la création du CAS unifié (zones Nord et Sud), il remplace Amédée Dunois, déporté, à son exécutif. Il remplace Jean Biondi en tant que responsable des liaisons avec les départements de l'est et du nord de la zone occupée après son arrestation et sa déportation. Lorsqu'en 1943, le CAS unifié se transforme en Parti socialiste clandestin, il est désigné comme adjoint du secrétaire général Daniel Mayer. Il est délégué par le parti socialiste SFIO à l'Assemblée consultative provisoire (1944-1945).
À partir d'octobre 1943, il passe dans la clandestinité.

### La Quatrième République
Proche de Léon Blum, élu député de la Seine en juin 1946, il doit quitter la direction du parti lorsque, au congrès d'août, celle-ci est mise en minorité par le congrès. Il devient alors le chef de file de l'opposition interne à Guy Mollet.
Il est ensuite nommé directeur-adjoint puis directeur du Populaire de 1950 jusqu'à la fin de 1954.
En 1948, il est conseiller au cabinet d'Édouard Depreux, lorsque celui-ci est nommé ministre de l'Éducation nationale. Il sera ensuite un des organisateurs des Cercles Jean-Jaurès, qui rassemble les enseignants socialistes ou proches des socialistes.
Il retrouve un siège de député en 1951. Durant cette législature, il se rapproche d'Alain Savary, avec qui il va d'abord partager un engagement anticolonialiste avant qu'ils ne s'opposent tous deux au projet de Communauté européenne de défense (CED), préconisant en revanche l'élargissement de l'Europe à Six.
Il est réélu en 1956 et devient président du groupe parlementaire, mais appartient comme son ami Daniel Mayer à la minorité du parti et s'oppose à la politique algérienne de Guy Mollet, Président du conseil, et de Robert Lacoste, ministre de l'Algérie. Il vote ainsi contre les pouvoirs spéciaux demandé par Mollet en juillet 1956, et démissionne de la présidence du groupe parlementaire.
En mai 1958 a lieu le retour du général de Gaulle au pouvoir, avec le soutien de la SFIO : Guy Mollet devient ministre dans le gouvernement De Gaulle qui met en place la Cinquième République. Robert Verdier vote contre l'investiture du gouvernement de Gaulle, puis quitte la SFIO pour participer à la création du cartel de l'Union des forces démocratiques (UFD), mis sur pied en juillet 1958 pour les législatives.
En septembre, il devient secrétaire général adjoint du Parti Socialiste Autonome (PSA) dirigé par Édouard Depreux.
Lors des législatives de 1958, il n'est pas réélu et retrouve un poste de professeur. Il exercera au lycée Buffon jusqu'à sa retraite, en 1976.

### La Cinquième République

#### Du PSU au Nouveau Parti socialiste
En 1960, le PSA fusionne avec l'Union de la gauche socialiste pour former le Parti socialiste unifié (PSU). Verdier est alors membre du bureau national du parti et directeur de son hebdomadaire, Tribune du socialisme.
Il s'en écarte ensuite et participe avec Alain Savary et Pierre Bérégovoy à l'Union des clubs pour le renouveau de la gauche, qui s'intègre en 1967 à la Fédération de la gauche démocrate et socialiste (1965-1968). La FGDS fusionne avec la SFIO en 1969, lors du congrès d'Alfortville, donnant naissance au Nouveau Parti socialiste. Il soutient Alain Savary, premier secrétaire de 1969 à 1971 ; lui-même est secrétaire national aux relations internationales.

#### Le Parti socialiste
Dans le Parti socialiste, créé en 1971 lors du congrès d'Épinay, il suit Alain Savary dans la minorité, puis rejoint avec lui le courant majoritaire conduit par François Mitterrand. Candidat sous l'étiquette du parti aux élections législatives de 1973 dans la 4e circonscription du Gard, avec comme suppléant Claude Pradille, il est battu par Gilbert Millet.
Réputé pour sa courtoisie et son ouverture d'esprit, également sa modestie et son intégrité, il préside le comité directeur du PS de 1975 jusqu'au congrès de Metz (1979). Cette année-là, il signe la motion déposée par Pierre Mauroy et passe donc dans la minorité. Il abandonne cependant toute responsabilité dans le parti après cette date.

### Autres activités
Après son retrait de la vie politique, il milite à la Ligue française pour la défense des droits de l'homme et du citoyen, alors présidée par Daniel Mayer, et dont il sera nommé président d'honneur, et à la Fédération internationale des droits de l'homme (FIDH). Il est fréquemment intervenu, notamment pour la défense de la laïcité et dans les affaires internationales.
Après Alexandre-Marie Desrousseaux, Vincent Auriol et Julien Cain, il a présidé l'Association des Amis de Léon Blum et a animé les Cahiers Léon Blum depuis leur fondation (1977).
Auteur de plusieurs ouvrages historiques, il a activement collaboré avec Robert Blum à l'édition de L'Œuvre de Léon Blum chez Albin Michel, travail auquel ont participé les jeunes Pierre Vidal-Naquet et François Furet.
Retiré dans le pays de ses ancêtres, Robert Verdier est mort à l'âge de 98 ans et a été inhumé dans la sépulture familiale, au cimetière communal de Meyrueis (Lozère).

## Œuvres
- PS-PC, une lutte pour l'entente 1920-1976, Seghers, 1976
- Bilan d'une scission, le congrès de Tours, Gallimard, 1981
- Les Socialistes en Résistance (codirection avec Pierre Guidoni), Seli Arslan, 1999
- Mémoires, préface de Pascal Ory, L'Harmattan, 2005